# عسر الحس
عُسْر الحس أو عسر اللمس مصطلح يعود أصله إلى اليونانية ويعني الإحساس غير الطبيعي. يُعرّف بأنه شعور غير سار وغير طبيعي عند اللمس. يظهر غالبًا على شكل ألم أو إحساس غير مريح دون أن يكون مزعجًا. تسببه آفات الجهاز العصبي المحيطية أو المركزية، وينطوي على أحاسيس تلقائية أو مستثارة، كالإحساس بالحرق والرطوبة والحكة والصدمة الكهربائية والوخز بالدبابيس والإبر. قد تظهر الأحاسيس في أي نسيج جسدي، وتُشاهد غالبًا في الفم أو فروة الرأس أو الجلد أو الساقين.
يوصف عسر الحس أحيانًا بالشعور بوجود الحمض تحت الجلد. ويعكس هذا الشعور أحيانًا بدقة وجود حالة حمضية في المشابك العصبية وفي محيط العصب. تُفتح بعض القنوات الشاردية عند درجة حموضة منخفضة، وظهر أن القنوات الشاردية الحساسة للحمض تفتح عند درجة حرارة الجسم، في نموذج الآلام الناتجة عن إصابة العصب. تشكل الاستثارة التلقائية غير النظامية في مستقبلات الألم أيضًا شكلًا من عسر الحس.
يمكن أن يسبب عسر الحس حالة من العجز عند المرضى، بالرغم من عدم وجود تأذي واضح في الجلد أو الأنسجة الأخرى. يكون لدى المرضى في كثير من الأحيان اضطرابات نفسية.

## الأنواع
يمكن وصف عسر الحس بأنه فئة من الاضطرابات العصبية. يصنف حسب المكان الذي يظهر فيه في الجسم، ونوع الإحساس الذي يثيره.
يتميز عسر الحس الجلدي بشعور غير مريح أو مؤلم عند لمس الجلد لمنبهات عادية، كالملابس. يمكن أن يتراوح الإحساس المزعج من عدم الارتياح بين الوخز الخفيف إلى الألم الحاد والعجز.
يمتاز عسر الحس في الفروة بألم أو حرق على سطح جلد الجمجمة أو تحته. ويظهر عسر الحس في فروة الرأس على شكل حكة شديدة.
يتسم عسر الحس الإطباقي، أو «العضة الشبحية» بالشعور بأن الإطباق أو العض يحدث في غير مكانه (خلل الإطباق) على الرغم من عدم وجود ضرر واضح أو عدم استقرار في بنى وأنسجة الوجه والأسنان. غالبًا ما تظهر العضة الشبحية عند مرضى خضعوا لإجراءات طب الأسنان الروتينية. يفتقر المرضى إلى المشورة المناسبة في هذا السياق وإلى وجود أنظمة علاجية فعالة.

## الأعراض
يصف المصابون بعسر الحس أحيانًا ألمهم بأنه لا يحتمل. وُوصف عسر الحس الذي يتظاهر على شكل حرق بأنه ألم «دانتي». تستخدم المصطلحات المستخدمة لوصفه عادة في وصف الجحيم في الأدب الكلاسيكي. إنه أقسى ألم يمكن لجسم الإنسان أن يختبره، ويتصف بعدم وجود مميزات دقيقة له.
تغير درجة الحرارة وارتفاعها يؤثران على الإحساس ويرفعان مستوى الألم المستمر. يتصاعد هذا الألم بلمسة خفيفة أو فرك أو ملمس خشن ليصبح ألمًا مُثارًا.
يعجز المريض غالبًا عن تحمل الاحتكاك بالملابس. تصبح حياته بأكملها جهدًا يبذله لتجنب إثارة الألم. لا يحصل على الراحة لأن ملاءات السرير تلامس جلده. ما يدفعه إلى البحث الهستيري عما يخفف الألم، وينتهي الأمر بالتوقف عن العمل والاكتئاب المتكرر. يعبر المرضى عن أن المرض سرق هويتهم، لأن قيمهم وأولوياتهم العقلية تُستهلك في محاولات تجنب الألم.
غالبًا ما يترافق القلق المزمن بعسر الحس. قد يشعر المرضى المصابون بهذا القلق بالخدر أو الوخز في الوجه. في إحدى الدراسات، وجدت عند المرضى بعد تقييمهم نفسياً، أعراض القلق أو الاكتئاب أو اضطراب الشخصية الوسواسي القهري أو الاضطرابات جسدية الشكل.

## الأسباب
- يُشاهد عسر الحس بشكل شائع عند مرضى السكري، ويمكن تخفيفه عن طريق استخدام الكريمات التي تحتوي على مادة كابسيسين.
- يُشاهد لدى مرضى متلازمة غيلان باري.
- عسر الحس واحد من أعراض الاعتلال العصبي (إلى جانب التنمل واضطراب المشية والضعف وغياب المنعكسات الوترية العميقة).[5]
- عسر الحس واعتلال الأعصاب المتعدد يمكن أن يكونا أعراضًا لتلف الأعصاب الناجم عن داء لايم. تستمر أحاسيس عسر الحس بعد العلاج الناجح لداء لايم بالمضادات الحيوية.
- عسر الحس عرض شائع للانسحاب الكحولي أو انسحاب المخدرات الأخرى. ويشيع أيضًا لدى مرضى التصلب المتعدد نتيجة تأذي الحبل الشوكي.[6]
- أبلغ الكثير من المرضى الذين يعانون من عسر الحس الإطباقي عن إجراء عمل جراحي في الفم قبل ظهور آلام عسر الحس.
- قد يظهر الداء الغانغليوزيدي متأخر الظهور على هيئة عسر حس حرقي.[7]
- الاعتلال العصبي المحيطي الناتج عن العلاج الكيميائي يظهر على شكل خدر واخز تدريجي ودائم وغير عكوس غالبًا، وألم شديد، وفرط الحساسية للبرد، يبدأ في اليدين والقدمين ويطال أحيانًا الذراعين والساقين وتسببه بعض أدوية العلاج الكيميائي.[8]
- قد يحدث خلل الحس نتيجة سكتة دماغية مهادية تصيب النواة البطينية الخلفية الوحشية. يشاهد هذا عادةً في متلازمة ديجيرين-روسي مع فقد الحسي النصفي وعسر الحس الحاد في المنطقة المصابة.
- قد يسبب الألم العضلي الليفي عسر الحس في جميع أجزاء الجسم، ولكنه يصيب الأطراف غالبًا.

## التشخيص

### التشخيص التفريقي
يشبه عسر الحس متلازمة الطرف الشبحي، ولكن لا ينبغي الخلط بينهما. في متلازمة الطرف الشبحي، يشعر المريض بإحساسات في الطرف المبتورة أو الغائبة، ويشير عسر الحس إلى الانزعاج أو الألم في الأنسجة الموجودة. قد لا يكون النسيج الذي يظهر فيه عسر الحس جزءًا من أحد الأطراف، ويمكن أن يكون في أي جزء من الجسم كالبطن. معظم الأفراد الذين يعانون من متلازمة الطرف الشبحي وعسر الحس معًا يختبرون أحاسيس مؤلمة.
يشير الألم الشبحي إلى مشاعر عسر الحس لدى الأفراد المصابين بالشلل أو الذين يولدون دون أطراف. تسببه الأعصاب التي يجب أن تعصب الطرف المفقود. يحدث عسر الحس بسبب الضرر الذي لحق بالأعصاب نفسها، وليس بسبب غياب الأعصاب في الأنسجة الغائبة.
لا ينبغي الخلط بين عسر الحس والخدر أو نقص الحس، والتي تشير إلى فقدان الإحساس، أو التنمل الذي يشير إلى إحساس غير طبيعي. يمتاز عسر الحس بأنه يمكن، وليس بالضرورة، أن ينطوي على الأحاسيس التلقائية دون وجود المنبهات. في حالة عسر الحس المثار بالمنبهات، مثل لمس الملابس، فالإحساس لا يتسم بتضخم الشعور الحسي، بل بإحساس غير مريح نهائيًا كالشعور بالحرق.

## العلاج
أبلغ عن فائدة العلاج الفيزيائي اليومي للعضلات الفموية، أو تناول مضادات الاكتئاب عند مرضى عسر الحس الإطباقي. يجب تجنب الصر على الأسنان وعدم استبدال أو إزالة قوالب الأسنان عند المرضى الذين يعانون من عسر الحس الإطباقي، على الرغم من أن المرضى يطلبون بشكل متكرر إجراء عمل جراحي إضافي.
وتوصف غالبًا مضادات الاكتئاب في حالات عسر الحس في فروة الرأس.
وجد براكاش وآخرون أن الكثير من المرضى الذين يعانون من متلازمة الفم الحَرِق، وهي أحد أنواع عسر الحس الإطباقي، يُبلغون أيضًا عن أحاسيس مؤلمة في أجزاء أخرى من الجسم. حقق الكثير من المرضى الذين يعانون من متلازمة الفم الحرق معايير متلازمة تململ الساق. ما يقرب من نصف هؤلاء المرضى لديهم أيضًا تاريخ عائلي من الإصابة بمتلازمة تململ الساق. تشير هذه النتائج إلى أن بعض أعراض متلازمة الفم الحرق يرجع سببها إلى نفس المسار المسؤول عن حدوث متلازمة تململ الساق في بعض المرضى، ما يشير إلى أن الأدوية الدوبامينية التي تستخدم لعلاج متلازمة تململ الساق قد تكون فعالة في علاج متلازمة الفم الحرق أيضًا.